# 斑点薹
斑点薹（学名：Carex maculata），又名宽囊果薹、斑点果薹草，是莎草科薹草属的植物。分布于印度、台湾岛、印度尼西亚、斯里兰卡以及中国大陆的江苏、浙江、广东、四川、湖南、福建、江西等地，生长于海拔470米至1,250米的地区，多生长于林下湿地、山谷沟边湿地和山脚路边草地，目前尚未由人工引种栽培。
其种加词“maculata”意为“有斑点的”。
现接受名为暗褐薹草(原亚种)（Carex atrofusca subsp. atrofusca）。